# Chloridolum distinctum
Chloridolum distinctum là một loài bọ cánh cứng trong họ Cerambycidae.